# Li Ching-Yuen

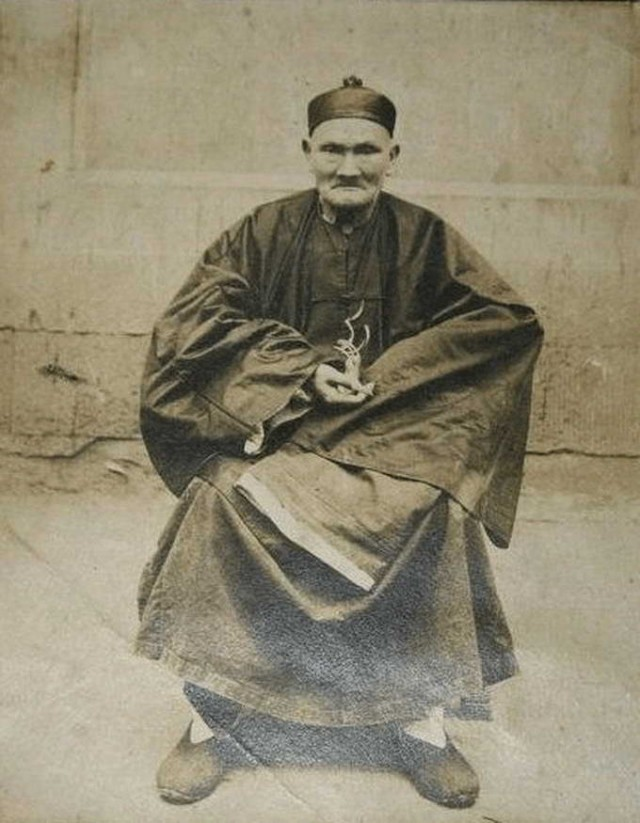
Li Ching-Yuen

Li Ching-Yuen oder Li Ching-Yun (chinesisch 李清雲 / 李清云, Pinyin Lǐ Qīngyún; † 6. Mai 1933) war ein chinesischer Kräuterkundler, der angeblich 256 Jahre lebte. Er behauptete, 1736 geboren worden zu sein, und umstrittene Quellen behaupten sogar, er sei 1677 geboren worden. Beide unterstellten Lebensspannen – sowohl 197 als auch 256 Jahre – überschreiten bei weitem die längste bestätigte Lebensspanne von 122 Jahren und 164 Tagen der Französin Jeanne Calment. Sein echtes Geburtsdatum wurde nie bestimmt, liegt jedoch realistischerweise im 19. Jahrhundert. Es wurde berichtet, dass er Kampfkünstler, Kräuterkundler und taktischer Berater war.

## Legende
Wu Chung-chieh behauptet, dass Li Ching-Yuen 1677 in Qijiang County, in der Sichuan-Provinz geboren worden sei. Nach einem Artikel der New York Times von 1930 hat Wu Chung-chieh, ein Professor der Chengdu University, Unterlagen der chinesischen Regierung von 1827 gefunden, die Li Ching-Yuen zu seinem 150. Geburtstag gratulieren, und weitere Dokumente, die ihm zu seinem 200. Geburtstag 1877 gratulieren. 1928 schrieb ein Reporter der New York Times, dass viele alte Männer in Lis Nachbarschaft behaupten, dass ihre Großväter ihn schon kannten, als sie Kinder waren, und dass er zu der Zeit ein erwachsener Mann war.
Einer seiner Schüler, der Taijiquan-Meister Da Liu, erzählte eine Geschichte von Meister Li: Als er 130 Jahre alt war, traf er in den Bergen einen älteren Eremiten, der angeblich über 500 Jahre alt gewesen sein soll, der ihn in Baguazhang und in einer Art des Qigong unterrichtete, dazu Atemübungen, Bewegungstraining in Kombination mit speziellen Geräuschen und Ernährungs- bzw. Diät-Empfehlungen. Da Liu berichtet, dass sein Meister sagte, seine Langlebigkeit beruhe darauf, dass er seine Übungen jeden Tag regelmäßig, korrekt und mit Ehrfurcht 120 Jahre lang ausgeführt habe. Als er nach Hause zurückkehrte, starb er ein Jahr später; einige sagen an einem natürlichen Tod, andere behaupten, er habe Freunden gesagt: „I have done all I have to do in this world. I will now go home.“ (→ „Ich habe alles getan, was ich in dieser Welt zu tun habe. Ich werde jetzt nach Hause gehen.“) Nach dem Tod von Li, ermittelte General Yang Sen die Wahrheit über seinen angeblichen Hintergrund und sein Alter und verfasste einen Bericht, der später veröffentlicht wurde.
Er arbeitete als Kräuterkundler, verkaufte Glänzenden Lackporling (Lingzhi-Pilze), Goji-Beeren, wilden Ginseng, Vielblütigen Knöterich (he shou wu) und Gotu Kola zusammen mit anderen chinesischen Kräutern und hielt eine strikte Diät mit diesen Kräutern und Reiswein. Li hatte angeblich über 200 Kinder und überlebte 23 Ehefrauen.

## Berichte über Meister Li
Der Artikel „Tortoise-Pigeon-Dog“ (deutsch: „Schildkröte-Taube-Hund“) vom 15. Mai 1933 des Time Magazine berichtet über seine Geschichte und beinhaltet Li Ching-Yuens Antwort zum Geheimnis eines langen Lebens:
- Ruhiger Geist
- Sitze wie eine Schildkröte
- Laufe lebhaft wie eine Taube
- Schlafe wie ein Hund

Yang Jwing-Ming schreibt in seinem Buch Muscle/Tendon Changing and Marrow/Brain Washing Qigong, dass Li Ching-Yuen ein chinesischer Kräuterkundler war, der sich mit Qigong auskannte und den größten Teil seines Lebens in den Bergen verbrachte. 1927 lud ihn der Armeegeneral Yang Sen (揚森) in seine Residenz in Wann Hsien in Szechuan ein, wo das in diesem Artikel enthaltene Foto entstand.
General Yang Sen schrieb einen Bericht über ihn: Ein Tatsachenbericht über den 250-jährigen glücklichen Mann (一个250岁长寿老人的真实记载), in dem er Li Ching-Yuens Aussehen beschreibt: „Er kann gut sehen und läuft rasch; Li ist sieben Fuß groß, hat sehr lange Fingernägel und eine rote Gesichtsfarbe.“
Stuart Alve Olsons Buch Qigong Teachings of a Taoist Immortal: The Eight Essential Exercises of Master Li Ching-Yuen aus dem Jahr 2002 lehrt die Übungen des Ba Duan Jin, die er vom Taijiquan-Meister T. T. Liang (Liang Tung Tsai)  gelernt hat, der sie vom General Yang Sen lernte.
Nach einer Legende war Li Ching-Yuen der Entwickler des Kampfstils Jiulong Baguazhang (oder Neun Drachen Baguazhang).
Der Tao-Meister Liu Pai Lin (劉百齡), der in São Paulo in Brasilien von 1907 bis 2000 lebte, hatte in seinem Klassenraum eine andere Fotografie des Meisters Li Ching-Yuen, die im Westen unbekannt war. Auf diesem Foto sind sein Gesicht und seine langen gekräuselten Fingernägel klar zu erkennen. Meister Liu hatte ihn persönlich in China getroffen und sah ihn als einen seiner Lehrer an. Er sagte, dass Meister Li ihm geantwortet habe, die fundamentale Taoübung sei, zu lernen, die „Leere“ zu (Wuji) behalten. Meister Lius Sohn, Meister Liu Chih Ming, lehrt die 12 Übungen des Qigong in CEMETRAC, wie sie von Meister Li überliefert wurden.